# ティモテー・ペンベレ
ティモテー・ジョセフ・ペンベレ（Timothée Joseph Pembélé、2002年9月9日 - ）は、フランス・ボーモン＝シュル＝オワーズ出身のサッカー選手。サンダーランドAFC所属。ポジションはDF。

## クラブ経歴
2015年にパリ・サンジェルマンFCの下部組織に加入し、2020年11月28日、リーグ・アンのFCジロンダン・ボルドー戦にて、CBとしてプレスネル・キンペンベとコンビを組んでの先発出場でトップチームデビューを果たした。5日後にはイスタンブール・バシャクシェヒルFKとの試合でUEFAチャンピオンズリーグ初出場を記録した。
2021年8月10日、2021-22シーズンは買い取りオプション付きでFCジロンダン・ボルドーにレンタル移籍することが決定した。シーズン中の4月10日、FCメスとの試合で前十字靭帯損傷を負い、およそ半年の負傷離脱を強いられた。
2023年9月1日、サンダーランドAFCに5年契約で移籍した。

## タイトル

### クラブ
パリ・サンジェルマンFC
- リーグ・アン : 1回 (2022-23)
- クープ・ドゥ・フランス : 1回 (2020-21)
- トロフェ・デ・シャンピオン : 1回 (2020)

### 代表
U-17フランス代表
- FIFA U-17ワールドカップ第3位 : 1回 (2019)